# Wincenty Wawro
Wincenty Wawro (Sulechów, 31 maggio 1931 – Varsavia, 22 dicembre 1997) è stato un cestista e allenatore di pallacanestro polacco.

## Carriera
Con la Polonia ha disputato due edizioni dei Campionati europei (1955, 1957).
Da allenatore ha guidato la Polonia ai Campionati europei del 1972